# Пушки острова Наварон
«Пушки острова Наварон» (англ. The Guns of Navarone) — военный кинофильм режиссёра Джей Ли Томпсона, вышедший на экраны в 1961 году. Экранизация одноимённого романа Алистера Маклина. Главные роли исполнили Грегори Пек, Дэвид Нивен и Энтони Куинн. Премия «Оскар» за визуальные эффекты, ещё шесть номинаций, в том числе как лучшему фильму года.

## Сюжет
1943 год. Идёт Вторая мировая война. Группе британских «коммандос» приказано уничтожить немецкую береговую батарею с парой крупнокалиберных орудий, расположенную в труднодоступном и хорошо охраняемом каземате на острове Наварон в Эгейском море. Уничтожение батареи позволит провести мимо острова британский конвой, направленный для срочной эвакуации с острова Керос двух тысяч британских солдат (Додеканесская операция).
Попытки уничтожения орудий, скрытых в глубине скального массива острова и охраняемых с суши отборными войсками альпийского корпуса вермахта, а с воздуха зенитной артиллерией и истребительной авиацией люфтваффе, неоднократно проводились британскими войсками и ранее, однако потерпели сокрушительную неудачу. Мрачный утёс оказывался неприступен и опасен. Пушки, расположенные на острове, поражали корабли британского флота. Эвакуация гарнизона Кероса оказалась на грани срыва.
В этих условиях командование союзных сил на Ближнем Востоке принимает решение направить на Наварон диверсионную группу, возглавляемую майором Роем Франклином и его старым товарищем Китом Меллори, известным в довоенное время альпинистом. В состав группы были отобраны опытные солдаты — капрал Миллер (подрывник, а в довоенное время — профессор химии), Кейси Браун по прозвищу «Мясник» (опытный моряк и механик), юный Спиро Пападимос, некогда уехавший из Греции в Америку, а также грек Андреа, в прошлом полковник греческих вооружённых сил и непримиримый антифашист. Они должны взобраться на остров по отвесной скале, ранее считавшейся абсолютно неприступной, проникнуть вглубь Наварона, при поддержке местных подпольщиков пробраться в немецкий форт, где расположены пушки, и взорвать эти орудия.

## В ролях
- Грегори Пек — капитан Кит Мэллори
- Дэвид Нивен — капрал Джон Миллер
- Энтони Куинн — полковник Андреа Ставру
- Ирен Папас — Мария Пападимос
- Стэнли Бейкер — старшина Кейси «Мясник» Браун
- Джеймс Даррен — рядовой Спирос Паппадимос
- Энтони Куэйл — майор Рой Франклин
- Джиа Скала — Анна
- Джеймс Робертсон Джастис — коммандор Дженсен
- Ричард Харрис — командир эскадрильи Барнсби

## Создание
Фильм снимался на греческом острове Родос. В картине не раз появляется Старый Город, а также акрополь Линдоса и бухта Энтони Куинна (названа так впоследствии).
Ошибочно считается, что в роли орудий острова использовались орудия с разобранного русского линкора «Воля» типа «Императрица Мария». Этот корабль после революции был уведён во французский порт Бизерта и после длительного простоя был продан на металлолом. Орудия калибром 305 мм с него были отправлены на грузовом пароходе в Финляндию во время второй мировой, но перехвачены немцами, отремонтированы и установлены в составе «Атлантического вала» в качестве береговой артиллерии. На самом деле в фильме были использованы 283-мм орудия с немецкого линкора «Гнейзенау», снятые с него после полученных в 1942 г. повреждений и использованные для создания береговой батареи у Розенбурга (район Хоек ван Холланд) в одиночных башнях типа LC/37.
На главную роль пробовались такие известные актеры как Рок Хадсон, Кэри Грант и Гэри Купер. Грант снял свою кандидатуру по возрасту (ему было 56 лет и, по его словам, для этой роли он был уже староват), а Купер не смог принять участия в проекте по причине онкологического заболевания (рак простаты).
В съемках фильма принимали участие военнослужащие греческой армии – около 1000 человек. Для морских съемок греческие ВМС предоставили свои суда – по фильму они исполняют роль британских эсминцев. На самом деле корабль, показанный в картине – это эскортный миноносец ВМС США USS Slater (DE-766). В 1951 году в рамках американской военной помощи он был передан Греции и находился в составе греческих ВМС под именем Aetos до 1991 года в качестве учебного корабля. В 1993 году корабль был снят с вооружения и передан обратно США. В настоящее время этот миноносец является кораблем-музеем, ошвартованным в порту Олбани, шт. Нью-Йорк.

## Саундтрек
Музыка к фильму была написана американским композитором русского происхождения Дмитрием Тёмкиным. Помимо лейтмотива – песни «The Guns of Navarone» – в саундтреке использованы несколько греческих народных песен. Сама песня (автор слов Пол Френсис Уэбстер) в исполнении оркестра и хора Митча Миллера пересказывает сюжет фильма. Пластинка с музыкой из фильма была издана в 1961 году на фирме «Columbia Records», в 2000-х годах вышло CD-издание. Впоследствии альбом неоднократно перезаписывался различными оркестрами. Главная музыкальная тема фильма позже была переработана Тёмкиным в оркестровую сюиту, которая входит в постоянный репертуар ряда симфонических оркестров.

## Прокат
Премьера фильма состоялась 27 апреля 1961 года в лондонском кинотеатре «Одеон». На премьере присутствовала Королева Великобритании Елизавета II. Бюджет фильма составил 6 миллионов долларов – по затратам на съемки «Пушки острова Наварон» стали самым дорогим фильмом десятилетия. Тем не менее, фильм собрал в прокате чуть меньше 30 миллионов долларов и стал вторым самым кассовым фильмом 1961 года.

## В культуре
- Компьютерная игра Castle Wolfenstein (1981) была создана Сайласом Уорнером под впечатлением просмотра этого фильма[5].
- Сюжет игры Quake II, в которой одинокий морпех должен обеспечить высадку земного десанта путем уничтожения огромной пушки инопланетян строггов на их родной планете, вдохновлен фильмом «Пушки острова Наварон».[6]
- В компьютерной игре Commandos 2: Men of Courage (2001) миссия «Пушки острова Саво» основана на фильме «Пушки острова Наварон».
- Сюжет фильма был использован в миссии "Сицилия 1" игры Call of Duty: United Offensive.
- В анимационном сериале One Piece есть арка в 11 серий, где главные герои попадают на остров-крепость Навароне со множеством орудий.
- В фильме «Криминальное чтиво» (1994) Джулс Уинфилд (Сэмуэль Джексон) в одном из эпизодов отвечает Винсенту Веге (Джон Траволта): «Каждый раз, как мои пальцы чувствуют раздавленные мозги, я становлюсь Суперфлаем ТНТ, я просто все Пушки острова Наварон, вместе взятые!»[7]
- Музыкальная тема из фильма обрела необычайную популярность в среде исполнителей регги и ска. В 1965 году ее записала группа The Skatalites, после чего композиция «The Guns of Navarone» в данной культуре стала своеобразным музыкальным стандартом. Ее также исполняли группы Blue Rivers & the Maroons, Freddie Notes & The Rudies, The Upsetters, Ray McVay & His Orchestra, Colonel Elliott & The Lunatics, Soul Syndicate, Toots And The Maytals и др. Кроме того композицию записывали джазовые исполнители (Albie Louw, Johnny Griffin, Many Albam, Xavier Cugat), метал- и хард-рок группы (Channel Zero, Propaganda Ministern), военные оркестры (Band of the Grenadier Guards, The Band Of H.M. Royal Marines, The Band Of The Royal Military School). Кроме английского варианта песни (исп. Mitch Miller Orchestra) варианты существуют на французском (John William, Les Compagnons de la Chanson) и испанском (Rudy Ventura, Victor Mojica) языках.
- Песня российского кабаре-дуэта «Академия» — «Я обиделась!» также была написана под влиянием композиции «The Legend Of Navarone».

## Награды
- 1962 — премия «Оскар» за лучшие спецэффекты (Билл Уоррингтон, Крис Гринхэм), а также 6 номинаций: лучший фильм (Карл Форман), лучший режиссёр (Джей Ли Томпсон), лучший адаптированный сценарий (Карл Форман), лучший монтаж (Алан Осбистон), лучшая музыка (Дмитрий Тёмкин), лучший звук (Джон Кокс)
- 1962 — две премии «Золотой глобус»: лучший фильм — драма, лучшая музыка (Дмитрий Тёмкин); а также номинация за лучшую режиссуру (Джей Ли Томпсон)
- 1962 — номинация на премию BAFTA за лучший британский сценарий (Карл Форман)
- 1962 — номинация на премию Гильдии режиссёров США (Джей Ли Томпсон)
- 1962 — номинация на премию «Грэмми» за лучший саундтрек (Дмитрий Тёмкин)